# Frauen-Bundesliga 2021-2022
La Frauen-Bundesliga 2021-2022, ufficialmente FLYERALARM Frauen-Bundesliga 2021-2022 per motivi di sponsorizzazione, è stata la trentaduesima edizione della massima divisione del campionato tedesco. Il campionato è iniziato il 27 agosto 2021 e si è conclusa il 15 maggio 2022. Il campionato è stato vinto dal Wolfsburg per la settima volta nella sua storia.

## Stagione

### Novità
Dalla Frauen-Bundesliga 2020-2021 sono stati retrocessi in 2. Frauen-Bundesliga il Meppen e il MSV Duisburg. Dalla 2. Frauen-Bundesliga, temporaneamente tornata a due gironi separati, sono stati promossi il Carl Zeiss Jena, al suo esordio nel torneo, e il Colonia, al rientro in Frauen-Bundesliga dopo due stagioni di assenza, rispettivamente vincitrici dei gironi Nord e Sud.

### Formula
Le 12 squadre si affrontano in un girone all'italiana con partite di andata e ritorno, per un totale di 22 giornate. La squadra prima classificata è campione di Germania, mentre le ultime due classificate retrocedono in 2. Frauen-Bundesliga. Le prime tre classificate sono ammesse alla UEFA Women's Champions League 2022-2023.

## Squadre partecipanti
| Club                  | Stagione | Città                 | Stadio                   | Stagione precedente                   |
| --------------------- | -------- | --------------------- | ------------------------ | ------------------------------------- |
| Bayer Leverkusen      | dettagli | Leverkusen            | Ulrich-Haberland-Stadion | 5º posto in Frauen-Bundesliga         |
| Bayern Monaco         | dettagli | Monaco di Baviera     | FC Bayern Campus         | 1º posto in Frauen-Bundesliga         |
| Carl Zeiss Jena       | dettagli | Jena                  | Ernst-Abbe-Sportfeld     | 1º posto in 2. Frauen-Bundesliga Nord |
| Colonia               | dettagli | Colonia               | Franz-Kremer-Stadion     | 1º posto in 2. Frauen-Bundesliga Sud  |
| Eintracht Francoforte | dettagli | Francoforte sul Meno  | Stadion am Brentanobad   | 6º posto in Frauen-Bundesliga         |
| Friburgo              | dettagli | Friburgo in Brisgovia | Möslestadion             | 7º posto in Frauen-Bundesliga         |
| Hoffenheim            | dettagli | Hoffenheim            | Dietmar-Hopp-Stadion     | 3º posto in Frauen-Bundesliga         |
| Sand                  | dettagli | Willstätt             | Kühnmatt Stadion         | 10º posto in Frauen-Bundesliga        |
| SGS Essen             | dettagli | Essen                 | Stadion Essen            | 8º posto in Frauen-Bundesliga         |
| Turbine Potsdam       | dettagli | Potsdam               | Karl-Liebknecht-Stadion  | 4º posto in Frauen-Bundesliga         |
| Werder Brema          | dettagli | Brema                 | Weserstadion Platz 11    | 9º posto in Frauen-Bundesliga         |
| Wolfsburg             | dettagli | Wolfsburg             | AOK Stadion              | 2º posto in Frauen-Bundesliga         |

## Classifica finale
Fonte: sito ufficiale.
|  | Pos. | Squadra               | Pt | G  | V  | N | P  | GF | GS | DR  |
|  | ---- | --------------------- | -- | -- | -- | - | -- | -- | -- | --- |
|  | 1.   | Wolfsburg             | 59 | 22 | 19 | 2 | 1  | 82 | 16 | +66 |
|  | 2.   | Bayern Monaco         | 55 | 22 | 18 | 1 | 3  | 77 | 18 | +59 |
|  | 3.   | Eintracht Francoforte | 46 | 22 | 15 | 1 | 6  | 49 | 26 | +23 |
|  | 4.   | Turbine Potsdam       | 43 | 22 | 13 | 4 | 5  | 52 | 29 | +23 |
|  | 5.   | Hoffenheim            | 41 | 22 | 12 | 5 | 5  | 56 | 32 | +24 |
|  | 6.   | Friburgo              | 32 | 22 | 9  | 5 | 8  | 40 | 31 | +9  |
|  | 7.   | Bayer Leverkusen      | 22 | 22 | 6  | 4 | 12 | 31 | 50 | -19 |
|  | 8.   | Colonia               | 22 | 22 | 5  | 7 | 10 | 22 | 45 | -23 |
|  | 9.   | Werder Brema          | 18 | 22 | 4  | 6 | 12 | 9  | 46 | -37 |
|  | 10.  | SGS Essen             | 17 | 22 | 4  | 5 | 13 | 23 | 41 | -18 |
|  | 11.  | Sand                  | 13 | 22 | 3  | 4 | 15 | 16 | 45 | -29 |
|  | 12.  | Carl Zeiss Jena       | 5  | 22 | 1  | 2 | 19 | 9  | 88 | -79 |

Legenda:
      Campione di Germania e ammessa alla UEFA Women's Champions League 2022-2023.
      Ammessa alla UEFA Women's Champions League 2022-2023.
      Retrocessa in 2. Frauen-Bundesliga.
Note:
Tre punti a vittoria, uno a pareggio, zero a sconfitta.

## Risultati
|                       | BaL  | BaM  | CZJ  | Col  | EFr  | Fri  | Hof  | San  | SGS  | Tur  | Wer  | Wol  |
| --------------------- | ---- | ---- | ---- | ---- | ---- | ---- | ---- | ---- | ---- | ---- | ---- | ---- |
| Bayer Leverkusen      | –––– | 0-3  | 2-0  | 3-4  | 0-1  | 2-3  | 0-3  | 2-0  | 1-2  | 2-0  | 1-1  | 1-1  |
| Bayern Monaco         | 7-1  | –––– | 3-0  | 6-0  | 4-2  | 4-0  | 3-1  | 4-0  | 4-0  | 5-0  | 8-0  | 0-1  |
| Carl Zeiss Jena       | 0-3  | 0-4  | –––– | 1-3  | 0-4  | 1-5  | 1-5  | 1-4  | 0-4  | 0-6  | 1-1  | 1-10 |
| Colonia               | 1-1  | 0-6  | 2-0  | –––– | 1-2  | 0-0  | 1-2  | 1-0  | 2-1  | 1-3  | 1-1  | 1-5  |
| Eintracht Francoforte | 2-1  | 3-2  | 6-0  | 4-0  | –––– | 1-2  | 3-2  | 2-1  | 1-0  | 3-3  | 4-0  | 1-4  |
| Friburgo              | 1-2  | 0-3  | 7-1  | 2-2  | 0-1  | –––– | 1-3  | 7-1  | 3-0  | 0-0  | 1-0  | 2-2  |
| Hoffenheim            | 7-1  | 2-4  | 6-0  | 1-1  | 2-1  | 2-1  | –––– | 3-3  | 2-1  | 1-2  | 7-1  | 2-1  |
| Sand                  | 2-1  | 0-3  | 0-0  | 1-0  | 0-2  | 0-2  | 1-1  | –––– | 1-1  | 0-1  | 0-1  | 1-2  |
| SGS Essen             | 1-1  | 1-2  | 3-0  | 1-1  | 0-2  | 0-1  | 0-0  | 4-1  | –––– | 0-5  | 0-0  | 1-5  |
| Turbine Potsdam       | 4-2  | 1-1  | 5-0  | 2-0  | 0-2  | 2-1  | 3-3  | 2-0  | 3-2  | –––– | 5-0  | 0-3  |
| Werder Brema          | 0-3  | 0-2  | 0-2  | 0-0  | 1-0  | 0-0  | 0-1  | 1-0  | 1-0  | 0-5  | –––– | 0-2  |
| Wolfsburg             | 7-1  | 6-0  | 5-0  | 3-0  | 3-2  | 4-1  | 3-0  | 4-0  | 5-1  | 3-0  | 3-1  | –––– |

## Statistiche

### Classifica marcatrici
Fonte: sito ufficiale.
| Gol | Rigori |  | Giocatore         | Squadra               |
| --- | ------ |  | ----------------- | --------------------- |
| 16  |        |  | Lea Schüller      | Bayern Monaco         |
| 13  |        |  | Tabea Waßmuth     | Wolfsburg             |
| 13  |        |  | Selina Cerci      | Turbine Potsdam       |
| 12  | 2      |  | Chantal Hagel     | Hoffenheim            |
| 12  | 1      |  | Laura Freigang    | Eintracht Francoforte |
| 12  | 1      |  | Nicole Billa      | Hoffenheim            |
| 11  |        |  | Lara Prašnikar    | Eintracht Francoforte |
| 11  | 1      |  | Hasret Kayikçi    | Friburgo              |
| 10  |        |  | Jill Roord        | Wolfsburg             |
| 10  |        |  | Melissa Kössler   | Turbine Potsdam       |
| 10  |        |  | Maximiliane Rall  | Bayern Monaco         |
| 8   |        |  | Ewa Pajor         | Wolfsburg             |
| 7   |        |  | Vivien Endemann   | SGS Essen             |
| 7   |        |  | Milena Nikolić    | Bayer Leverkusen      |
| 7   |        |  | Linda Dallmann    | Bayern Monaco         |
| 7   |        |  | Lena Lattwein     | Wolfsburg             |
| 7   | 2      |  | Dominique Janssen | Wolfsburg             |
| 7   | 3      |  | Mandy Islacker    | Colonia               |